# Цюзедом
Цюзедом (нем. Züsedom) — община в Германии, районный центр, расположен в земле Мекленбург-Передняя Померания.
Входит в состав района Иккер-Рандов. Подчиняется управлению Иккер-Рандов-Таль. Население составляет 263 человека (2009); в 2003 г. — 299. Занимает площадь 10,35 км².
| Год  | Население |
| ---- | --------- |
| 1991 | 350       |
| 1995 | 312       |
| 2000 | 314       |
| 2005 | 299       |
| 2010 | 270       |